# Pseudobaeospora laguncularis
Pseudobaeospora laguncularis är en svampart som beskrevs av Bas 2002. Pseudobaeospora laguncularis ingår i släktet Pseudobaeospora och familjen Tricholomataceae.   Inga underarter finns listade i Catalogue of Life.